# Zlín Filmfestival
Het Zlín Filmfestival is een internationaal filmfestival gericht op films voor kinderen en jongeren, dat plaatsvindt rond de maand mei en juni in het Tsjechische Zlín .
De eerste editie vond plaats in 1961, en was opgezet als een nationale tentoonstelling van Tsjechoslowaakse kinderfilms. In de decennia die volgden, werd het filmfestival van Zlín een belangrijk internationaal filmevenement. Naast films voor kinderen en jongeren, bevat het aanbod ook films voor alle leeftijden. Sinds 2010 trekt het evenement meer dan 95.000 bezoekers, zowel kinderen als volwassenen. Het evenement wordt financieel ondersteund door het Tsjechische Ministerie van Cultuur, een Tsjechische staatsfonds ter ondersteuning en ontwikkeling van de Tsjechische film, en het EU-mediafonds. Het evenement wordt primair georganiseerd door FILMFEST, met ondersteuning van onder meer de stad Zlín, de Tomáš Bata Universiteit in Zlín en de regio Zlín . Het Zlín-festival wordt verder nog financieel ondersteund door particuliere bedrijven.

## Geschiedenis
De eerste editie in 1961 werd in het leven geroepen door lokale filmmakers, die hun werk graag wilden presenteren. De eerste editie zag het levenslicht precies twintig jaar na een eerder filmfestival in Zlín, namelijk Filmové žně (Nederlands: Filmoogst). Hoewel dat festival plaatsvond in de oorlogsjaren 1940 en 1941, trok het veel publiek, waaronder ook verschillende filmsterren uit de toenmalige Tsjechische en Slowaakse filmindustrie. Het hoofdprogramma werd vertoond in de bioscoop "Velké Kino" in Zlín, die destijds de grootste bioscoopzaal van Midden-Europa had. Het gebouw, dat stamde uit 1932, bood plaats aan ruim 2.500 toeschouwers.

## Filmprogramma
Het programma bevat meerdere competitie-elementen, waaronder het uitroepen van de beste speelfilm voor kinderen en jongeren, de beste animatiefilm voor kinderen, en het beste Europese debuut. De hoofdprijs is de Gouden Schoen. Er is daarnaast ook een internationale competitie voor de beste studentenfilm, genaamd Zlínský pes. Verder zijn er tijdens het festival verschillende onderdelen buiten de competitie om, zoals de Dagen van de Europese Film, verschillende documentaires en het filmindustrieprogramma, dat bestaat uit discussies met professionals uit de filmindustrie, lezingen en presentaties van actuele Tsjechische film- en televisieprojecten.  

### Festivalgedeelte
Het festivalprogramma bestaat uit de volgende onderdelen:
- Internationale competitie van speelfilms voor kinderen
- Internationale competitie van speelfilms voor jongeren
- Internationale competitie van korte animatiefilms voor kinderen
- Internationale competitie voor Europese debuutfilms
- De internationale studentenfilmwedstrijd Zlín Dog
- Competitie van Europese documentairefilms voor kinderen en jongeren

### Informatief gedeelte
- Festivalgala
- Nieuwe Tsjechische film en tv
- Panorama

## Begeleidingsprogramma

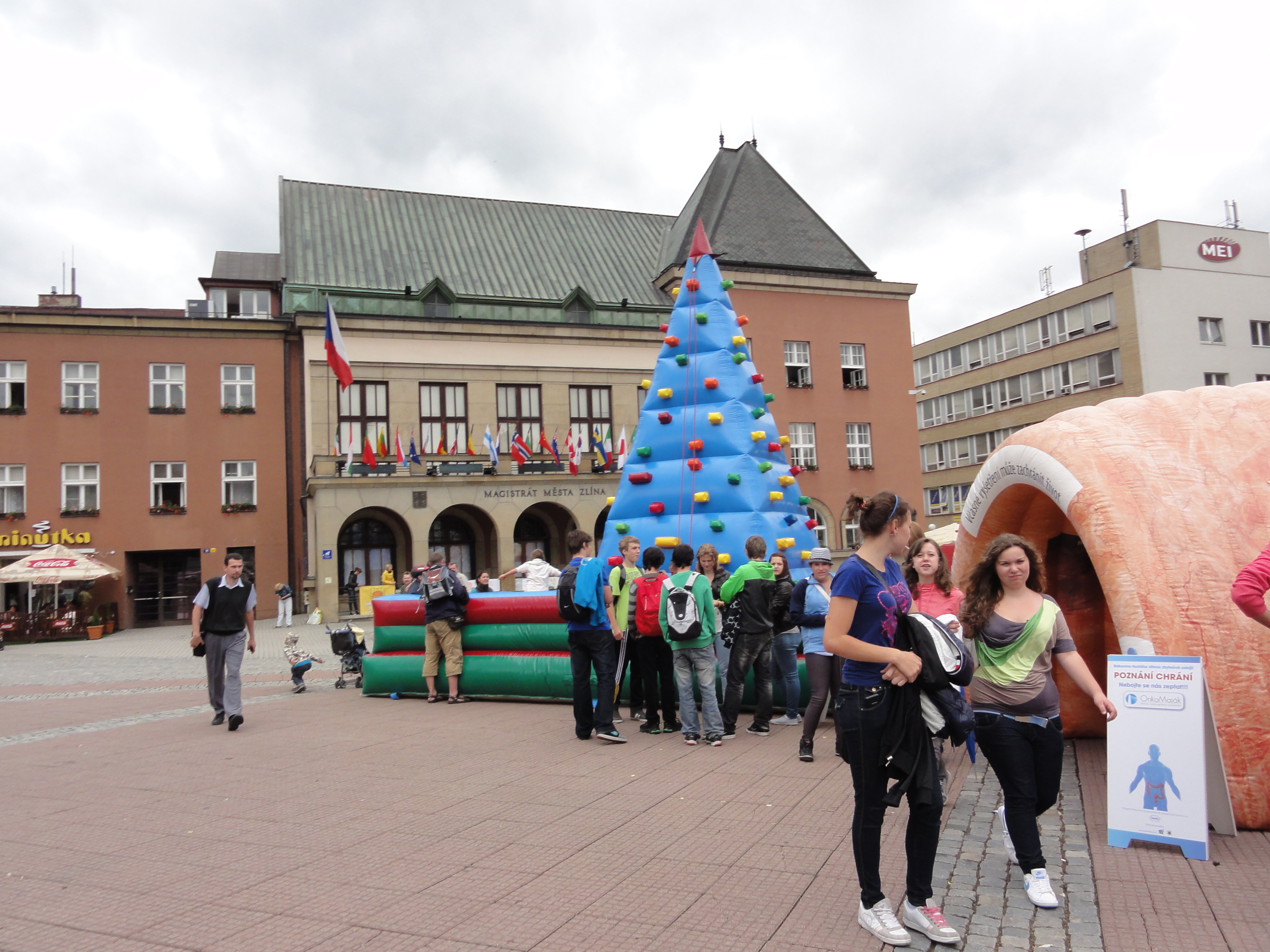
Begeleidend programma op het plein

Als onderdeel van het begeleidende programma behoren het zogenaamde Kinematovlak en Minisalon tot de meest opmerkelijke projecten. Daarnaast zijn er onder andere interactieve evenementen voor kinderen, tentoonstellingen, concerten en creatieve workshops. Ook is er een gala waarop alle bekroonde films en makers worden aangekondigd, dat wordt uitgezonden door de Tsjechische televisie.

### Filmklapperveiling

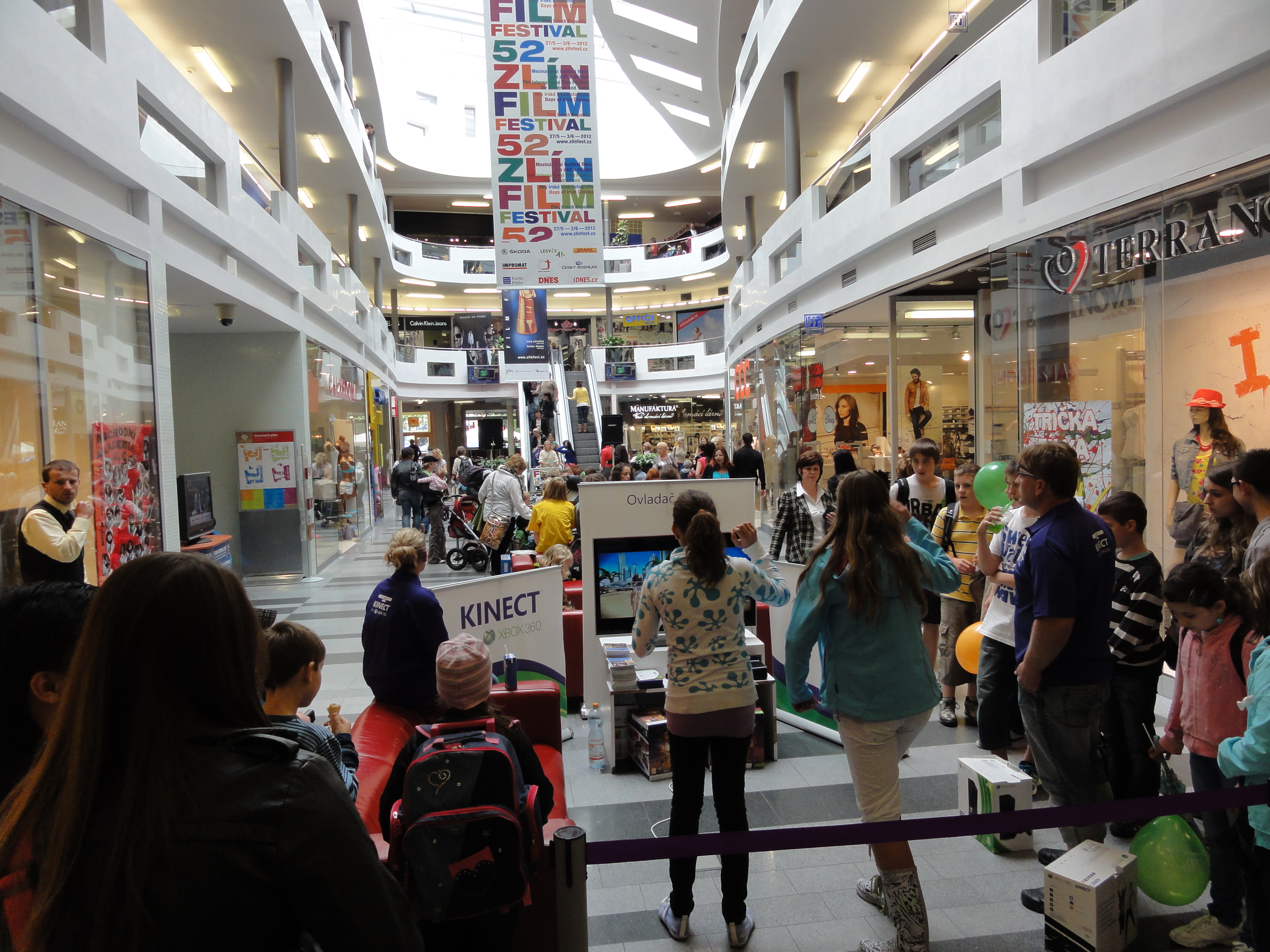
Begeleidend programma in het zaken- en entertainmentcentrum Zlaté jabble van Zlín

De Minisalon is een veiling van filmklappers, die sinds 1998 plaatsvindt. Jaarlijks worden enkele tientallen gerenommeerde kunstenaars uit Tsjechië en daarbuiten benaderd, die een filmpje ontvangen, dat ze moeten omvormen tot een kunstwerk (van schilderijen tot beeldhouwwerken). Deze artistiek weergegeven filmklappers worden vervolgens op een openbare veiling geveild en de opbrengst is bestemd voor de productie van studentenfilms. 

### Bioscooptrein
Kinematovlak (of bioscoop op het spoor) is een gezamenlijk project van de festivalorganisatoren en de Tsjechische Spoorwegen. Een tot bioscoopzaal omgebouwde treinwagon reist daarbij door heel Tsjechië, en vertoont sprookjes en kinderfilms. Op deze manier bereikt het filmfestival ook kinderen die niet naar Zlín kunnen komen. Het Kinematovlak begint ongeveer twee weken voor het festival en doet onderweg verschillende steden in Tsjechië.

### Duhová kulička
Duhová kulička is een open conferentie gericht op marketing en promotie in de film- en televisie-industrie, gecombineerd met een wedstrijd voor de beste marketingcampagne op het gebied van Tsjechische en Slowaakse film. Behalve op film- en reclame-experts richt Duhová kulička zich ook op middelbare scholieren, universiteitsstudenten en het grote publiek, onder meer om hen een ander perspectief op de filmwereld te geven. 